# Saint-Léonard-des-Bois

Saint-Léonard-des-Bois este o comună în departamentul Sarthe, Franța. În 2009 avea o populație de 537 de locuitori.